# أحمد الزايدي
أحمد الزايدي (1953 - 2014)، كان سياسي وصحفي ومذيع أخبار في التلفزيون المغربي وبرلماني وقيادي في حزب الاتحاد الاشتراكي للقوات الشعبية. وهو أحد رموز العمل السياسي في المغرب.

## حياته

أحمد الزايدي أثناء تقديم نشرة الأخبار في التلفزيون المغربي في سنوات الثمانينيات من القرن 20

ولد احمد الزايدي في مدينة بوزنيقة عام 1953 وتابع دراسته في ثانوية مولاي يوسف بالرباط، ثم جامعة محمد الخامس، وكلية الحقوق بالجزائر العاصمة. وبعد تجربة قصيرة بسلك المحاماة، انتقل للصحافة، حيث اشتغل بالإذاعة والتلفزة المغربية ابتداء من سنة 1974، تخللها تفرغ من أجل استكمال تكوين عال في الصحافة بالمركز الفرنسي لتكوين واستكمال تكوين الصحفيين بباريس، ليعود مجددا لمتابعة المشوار حيث حقق مكاسب مهنية أهلته لتسيير قسم الأخبار إذ احتكر الشاشة الصغيرة المغربية في ساعة ذروة المشاهدة لمدة حوالي 20 سنة كرئيس تحرير مركزي ومقدم للنشرة الإخبارية الرئيسية في التلفزيون العمومي. وبصفته الصحفية هاته أسس أحمد الزايدي (نادي الصحافة بالمغرب).
قدم استقالته من التلفزيون المغربي وهو رئيس التحرير في قسم الأخبار احتجاجا على تولي وزير الداخلية إدريس البصري وزيرا للإعلام. ورفض ان يقرأ بلاغا عبر التلفزيون كان موجها ضد النقابة cdt.

### في المجال السياسي
وعلى المستوى السياسي بدأ القيادي الراحل مساره من بوابة الكتابة الإقليمية لـحزب الاتحاد الاشتراكي للقوات الشعبية بالرباط، وخاض غمار الانتخابات الجماعية لسنة 1976 كأصغر مرشح باسم الاتحاد الاشتراكي للقوات الشعبية في إحدى الجماعات القروية ببوزنيقة. 
ودخل المؤسسة التشريعية سنة 1993، وتولى من أكتوبر 2007 إلى منتصف 2014 مسؤولية رئاسة الفريق الاشتراكي بمجلس النواب المغربي.
وأسس أحمد الزايدي، تيارا أسماه «الديمقراطية والانفتاح» واستقل عبره بمجموعة نيابية عن الفريق الاشتراكي بمجلس النواب، وذلك بعد التصدع الكبير الذي شهده الحزب بعيد مؤتمره الوطني عام 2014 الذي أسفر عن فوز إدريس لشكر، موجها وصاياه للاشتراكيين من أجل التفكير بعمق وروية والعمل على «إنقاذ» حزب الراحل عبد الرحيم بوعبيد.

### العائلة
أحمد الزايدي متزوج وأب لأربعة أبناء، وهو والد السياسية المغربية والبرلمانية سعاد الزايدي.

## وفاته
توفي يوم الأحد 9 نوفمبر 2014 غرقا في مجرى وادي الشراط بمنطقة بوزنيقة بعد أن غمرت المياه سيارته. لم يستطع كثير من أبناء الشعب المغربي تصديق رواية وفاته، حتى أن هناك من شككوا في صحتها.

## كُتب عنه
- كتاب: «انسان من ازمنة قادمة» / من تأليف: عبد اللطيف وهبي، حسن طارق، ومحمد دوخة.

## وصلات خارجية
- أحمد الزايدي.. السياسي الذي عارض إدريس البصري من مبنى التلفزيون
- (فيديو): حوار مع احمد الزايدي _ برنامج في قفص الاتهام. 2014.